# 안토넬로 다 메시나

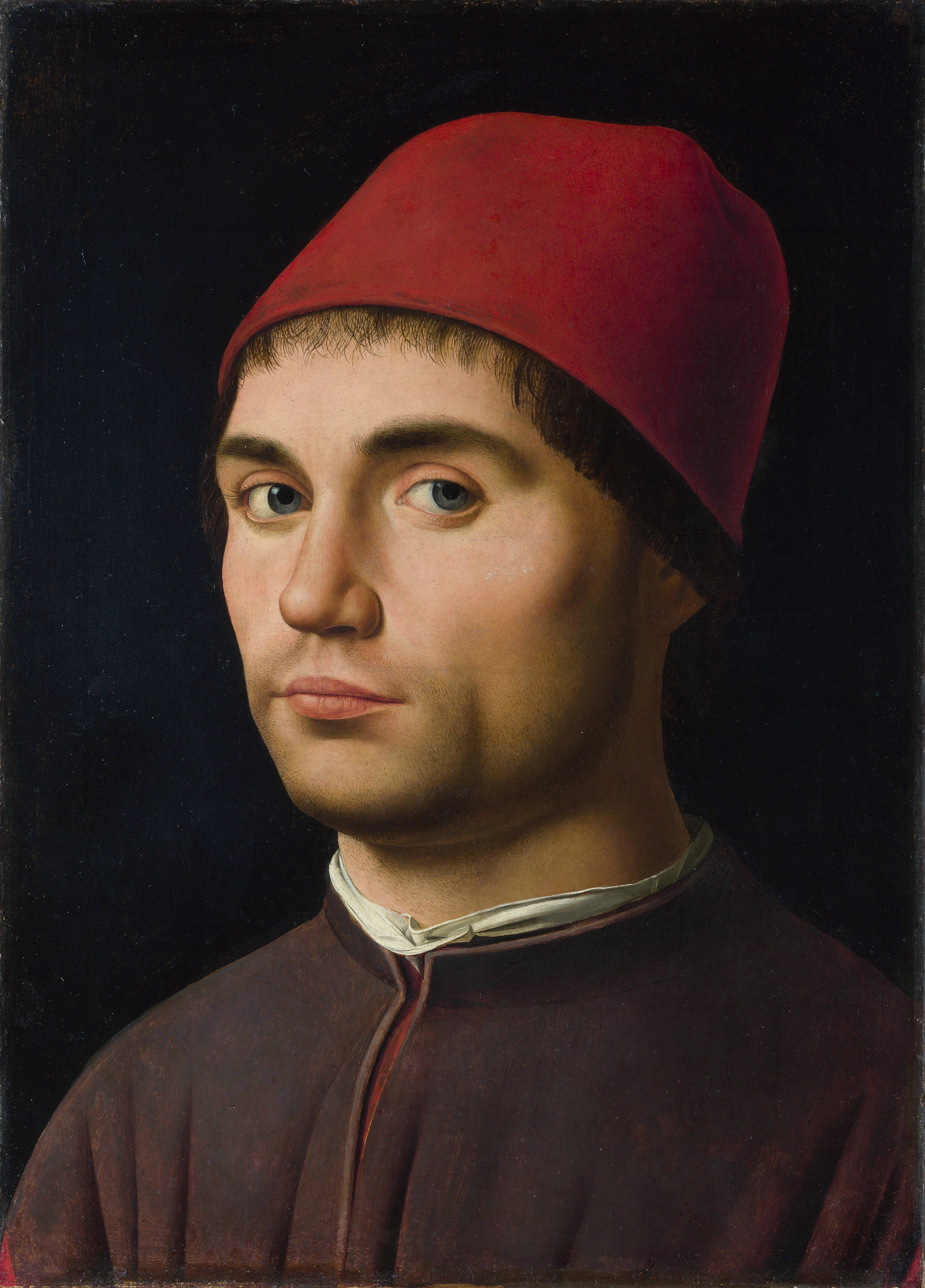

안토넬로 다 메시나(Antonello da Messina, 이탈리아어 발음: [antonɛllo da (m)mesˈsiːna], c. 1425–1430 – 2월 1479), 본명: Antonello di Giovanni di Antonio, 안토넬로 데글리 안토니(Antonello degli Antoni))는 이탈리아 화가였다. 이탈리아 초기 르네상스 시대에 활약한 메시나 출신이다.
그의 작품은 초기 네덜란드 그림에서 강한 영향을 받았지만 그가 이탈리아를 넘어 여행했다는 기록적인 증거는 없다. 조르지오 바사리(Giorgio Vasari)는 그가 이탈리아에 유화를 도입한 공로를 인정했지만 지금은 이것이 잘못된 것으로 간주되고 있다. 르네상스의 남부 이탈리아 예술가에게는 이례적으로 그의 작품이 이탈리아 북부, 특히 베니스의 화가들에게 영향을 미쳤다.